# Honky Reduction
Honky Reduction es el segundo EP de la bandaAgoraphobic Nosebleed. Fue lanzado el 24 de febrero de 1998 a través de Relapse Records.

## Recepción
El crítico de Allmusic, William York, escribió: "La idea detrás de la música de Agoraphobic Nosebleed es golpear a los oyentes con una serie de repetidas explosiones de sonido cortas, aparentemente caóticas (pero en realidad cuidadosamente organizadas), nunca permitiéndoles sentirse cómodos ni tener una idea real de lo que está sucediendo" y que "como resultado, se necesitan muchas escuchas para llegar al fondo de este álbum, ya que muy poco podría considerarse "pegadizo", no todos querrán hacer ese esfuerzo, ni siquiera los fanáticos del grindcore, pero generalmente vale la pena incluso si el sonido primitivo de la caja de ritmos es un gusto adquirido."

## Lista de canciones
| N.º   | Título                                   | Duración |  |
| 1.    | «Black Ink on Black Paper»               | 0:29     |  |
| 2.    | «Polished Turd»                          | 0:20     |  |
| 3.    | «Filthy Murder Shack»                    | 0:20     |  |
| 4.    | «The Withering of Skin»                  | 0:29     |  |
| 5.    | «Empowerment»                            | 0:34     |  |
| 6.    | «The House of Feasting»                  | 1:00     |  |
| 7.    | «Die and Get the Fuck Out of the Way»    | 0:40     |  |
| 8.    | «Insipid Conversations»                  | 0:27     |  |
| 9.    | «Vexed»                                  | 0:41     |  |
| 10.   | «Circus Mutt (Three Ring Inferno)»       | 1:17     |  |
| 11.   | «Lives Ruined Through Sex (For Anita)»   | 1:05     |  |
| 12.   | «Clawhammer and an Ether Rag (For Bill)» | 0:35     |  |
| 13.   | «NYC Always Reminds Me»                  | 0:30     |  |
| 14.   | «Her Despair Reeks of Alcohol»           | 0:56     |  |
| 15.   | «Chump Slap»                             | 0:21     |  |
| 16.   | «Burned Away in Sleep»                   | 0:24     |  |
| 17.   | «Grief Is Not Quantifiable»              | 0:27     |  |
| 18.   | «Cloved in Twain»                        | 1:17     |  |
| 19.   | «Torn Apart by Dingos»                   | 0:31     |  |
| 20.   | «Pagan Territories»                      | 0:51     |  |
| 21.   | «Hat Full of Shit (For Cletus)»          | 0:23     |  |
| 22.   | «McWorld»                                | 0:18     |  |
| 23.   | «How Sean Threw His Back Out Sneezing»   | 0:27     |  |
| 24.   | «Bones in One Bag (Organs in Another)»   | 0:16     |  |
| 25.   | «Acute Awareness (For Wood)»             | 3:03     |  |
| 26.   | «Two Shits to the Moon»                  | 0:08     |  |
| 17:46 |                                          |          |  |

## Personal
| Agoraphobic Nosebleed - Scott Hull: guitarra, caja de ritmos - Jay Randall: voz, ruido |